# I misteri della giungla nera
I misteri della giungla nera (Brasil: O Mistério da Selva Negra ) é um filme italo/estadunidense de 1954, dos gêneros aventura e romance, dirigido por Gian Paolo Callegari e Ralph Murphy, roteirizado por Gian Paolo Callegari e Piero de Bernardi, baseado no livro de Emilio Salgari, música de Giovanni Fusco e Georges Tzipine.

## Sinopse
Índia, um caçador de tigres, Tremal Naik, encontra nas selvas uma garota branca, raptada quando menina pelos sanguinários Tughs e educada como sacerdotisa da deusa Kali.

## Elenco
- Lex Barker....... Tremal Naik
- Fiorella Mari....... Ada McPherson (como Jane Maxwell)
- Luigi Tosi....... Capitão Maffertis
- Paul Muller....... Suyodhana
- Jack Rex....... Aghur
- Pamela Palma....... Ada, menina
- Enzo Fiermonte....... Sargento Clarence
- Raf Pindi....... Urthi
- Carla Calò....... Solima
- Franco Balducci....... Kammamuri